# Hypopyra geminipuncta
Hypopyra geminipuncta là một loài bướm đêm trong họ Erebidae.